# Rosaly Lopes
Rosaly M. C. Lopes-Gautier (Rio de Janeiro, 8 de gener de 1957 (59 anys) és una geòloga i astrònoma brasilera coneguda pels seus treballs en geologia planetària en el Laboratori de Propulsió a Raig (JPL, pel seu acrònim en anglès) de la NASA, on va ingressar el 1989.

## Biografia i carrera
De menuda somiava a ser astronauta. No obstant això, donada la dificultat d'explorar l'espai sent brasilera i estudiant d'escola pública, va transformar el somni en un projecte d'estudiar l'espai, i en 1975 se'n va anar a Londres, on es va graduar en astronomia per la University College.
Cap a la fi de la seva graduació, es va interessar per la geologia dels planetes, disciplina que seria tema del seu doctorat ("Comparative Studies of Volcanic Features on Earth and Mars" [Estudis comparatius de característiques volcàniques de la Terra i Mart]), per la Universitat de Londres, en 1986. Els seus estudis sobre volcans li van valer la invitació per treballar en el JPL.
Entre 1996 i 2001, treballant en el Projecte Galileu Flight, va identificar setanta-un volcans actius en la superfície de Io, satèl·lit de Júpiter.
El 2002, va passar a integrar l'Equip del radar d'obertura sintètica Cassini.

## Algunes publicacions
- Lopes-Gautier, Rosaly. «Volcanism on Io». A: Haraldur Sigurdsson, Bruce Houghton, Hazel Rymer, John Stix, Steve McNutt. Encyclopedia of Volcanoes.  Academic Press, 2000, p. 709–726. ISBN 978-0126431407.
- Lopes, Rosaly M.C.; Gregg, Tracy K.P.. Volcanic Worlds: Exploring The Solar System's Volcanoes.  Springer / Praxis, 2004, p. 236. ISBN 3-540-00431-9.ajuda
- Lopes, Rosaly M.C.. The Volcano Adventure Guide.  Cambridge University Press, 2005, p. 362. ISBN 0-521-55453-5.
- Lopes, Rosaly M.C.; Spencer, John R.. Io After Galileo: A New View of Jupiter's Volcanic Moon.  Springer / Praxis, 2006, p. 342. ISBN 3-540-34681-3.ajuda
- Lopes, Rosaly M.C.; Carroll, Michael. Alien Volcanoes.  Johns Hopkins Press, 2008, p. 152. ISBN 978-0-8018-8673-7.ajuda
- Lopes, Rosaly M.C.. Volcanoes: A Beginner's Guide. Beginners Guide (Oneworld) Series.  edición ilustrada de National Book Network, 2011, p. 150. ISBN 1851687254, 9781851687251.
- Lopes, Rosaly M.C.. Volcanoes; A Beginner's Guide.  edición ilustrada de Oneworld Publications, 2013, p. 165. ISBN 1780741812, 9781780741819.

## Honors

### Eponimia
- 2007: va donar el seu nom a una base de coets experimentals, a la ciutat pernambucana de Bezerros.[7]

### Premis
- Wings WorldQuest: Women of Discovery Award (2009)
- NASA Exceptional Service Award (2007)
- Girl Scouts of America WINGS (Women Inspiring Next Generations) (2007)
- Fellow - American Association for the Advancement of Science (2007)
- Medalha Women at Work (2006)
- Medalla Carl Sagan - American Astronomical Society, Division for Planetary Sciences (2005)
- JPL Excepcional Excel·lència Tècnica, Galileu Planificació Ciència i Equip d'Operacions (2002)
- GEMS Woman of the Year in Science and Technology - GEMS Television, Miami (1997)
- Llatines in Science Award - From the Comision Feminil Mexicana Nacional (1990)